# Odin (Marvel Comics)
Odin a 9 birodalom és az élet védelmezője és Aasgard királya. Fiai Thor (a mennydörgés istene) és Loki (a csínytevés istene) mostoha testvérek voltak. A Thor Ragnarökben kiderült hogy Odinnak volt egy lánya Hela (a halál istennője) akit száműzött mert túl gonosz volt. De Odin halála után Hela kiszabadult és elfoglalta Aasgardot. Odin, Thor, Loki és Hela a Marvel Comics szereplői mind kitalált személy.